# جون بلاك (لاعب كرة قاعدة)
جون بلاك (بالإنجليزية: John Black)‏ هو لاعب كرة قاعدة أمريكي، ولد في 23 فبراير 1890 في كوفينغتون في الولايات المتحدة، وتوفي في 20 مارس 1962 في روثرفورد في الولايات المتحدة.

## وصلات خارجية
- جون بلاك على موقعبيزبول رفرنس.كوم (الدوري الرئيسي) (الإنجليزية)